# Foo Fighters (àlbum)
Foo Fighters és l'àlbum debut de la banda homònima de rock alternatiu. Va ser editat l'any 1995 sota la discogràfica Capitol Records, a través del segell independent Roswell Records, propietat del líder de Foo Fighters, Dave Grohl.
Va ser el primer projecte després de la mort de Kurt Cobain, Grohl va gravar aquest disc ell sol (tocant tots els instruments) i encara que després de gravar-lo va formar una banda, les gravacions d'aquest àlbum són les originals que va grabar ell sol. Ho conformen cançons que havia escrit al llarg de diversos anys, incloent el temps que va estar en Nirvana. L'enregistrament es va realitzar a l'octubre de 1994, en l'estudi de Robert Lang a Seattle sota la producció del seu amic Barrett Jones. Aquest va ser el mateix estudi en què nou mesos abans Nirvana va gravar les sessions de «You Know You're Right».
L'àlbum va aconseguir el lloc número 3 en les llistes de popularitat del Regne Unit i el número 23 als Estats Units, venent més d'un milió de còpies.

## Llista de cançons
Totes les cançons van ser escrites per Dave Grohl
| Núm. | Títol                 | Durada |
| ---- | --------------------- | ------ |
| 1.   | «This is a Call»      | 3:53   |
| 2.   | «I'll Stick Around»   | 3:52   |
| 3.   | «Big Me»              | 2:12   |
| 4.   | «Alone + Easy Target» | 4:05   |
| 5.   | «Good Grief»          | 4:01   |
| 6.   | «Floaty»              | 4:30   |
| 7.   | «Weenie Beenie»       | 2:45   |
| 8.   | «Oh, George»          | 3:00   |
| 9.   | «For All the Cows»    | 3:30   |
| 10.  | «X-Static»            | 4:13   |
| 11.  | «Wattershed»          | 2:15   |
| 12.  | «Exhausted»           | 5:45   |

## Crèdits
- Dave Grohl – guitarra, veu, baix, bateria
- Greg Dulli – guitarra en X-Static

Producció
- Productors: Foo Fighters, Barrett Jones
- Enginyer: Steve Culp
- Mescla: Tom Rothrock, Rob Schnapf
- Masteritzat: Stephen Marcussen
- Adreça d'Art: Tim Gabor
- Disseny: Tim Gabor
- Pintures: Jaq Chartier
- Fotografia: Curt Doughty, Charles Peterson, Jeff Ross, Jennifer Youngblood
- Portada: Jennifer Youngblood